# Javon Jackson
Javon Anthony Jackson (Carthage (Missouri), 16 juni 1965) is een Amerikaanse tenorsaxofonist in de jazz. Hij speelde in Art Blakey's Jazz Messengers (van 1987 tot Blakey's overlijden in 1990) en heeft samengewerkt met de Harper Brothers, Benny Green, Freddie Hubbard en Elvin Jones. Zijn muziek is een mix van hardbop met soul- en funkinvloeden. 

## Biografie

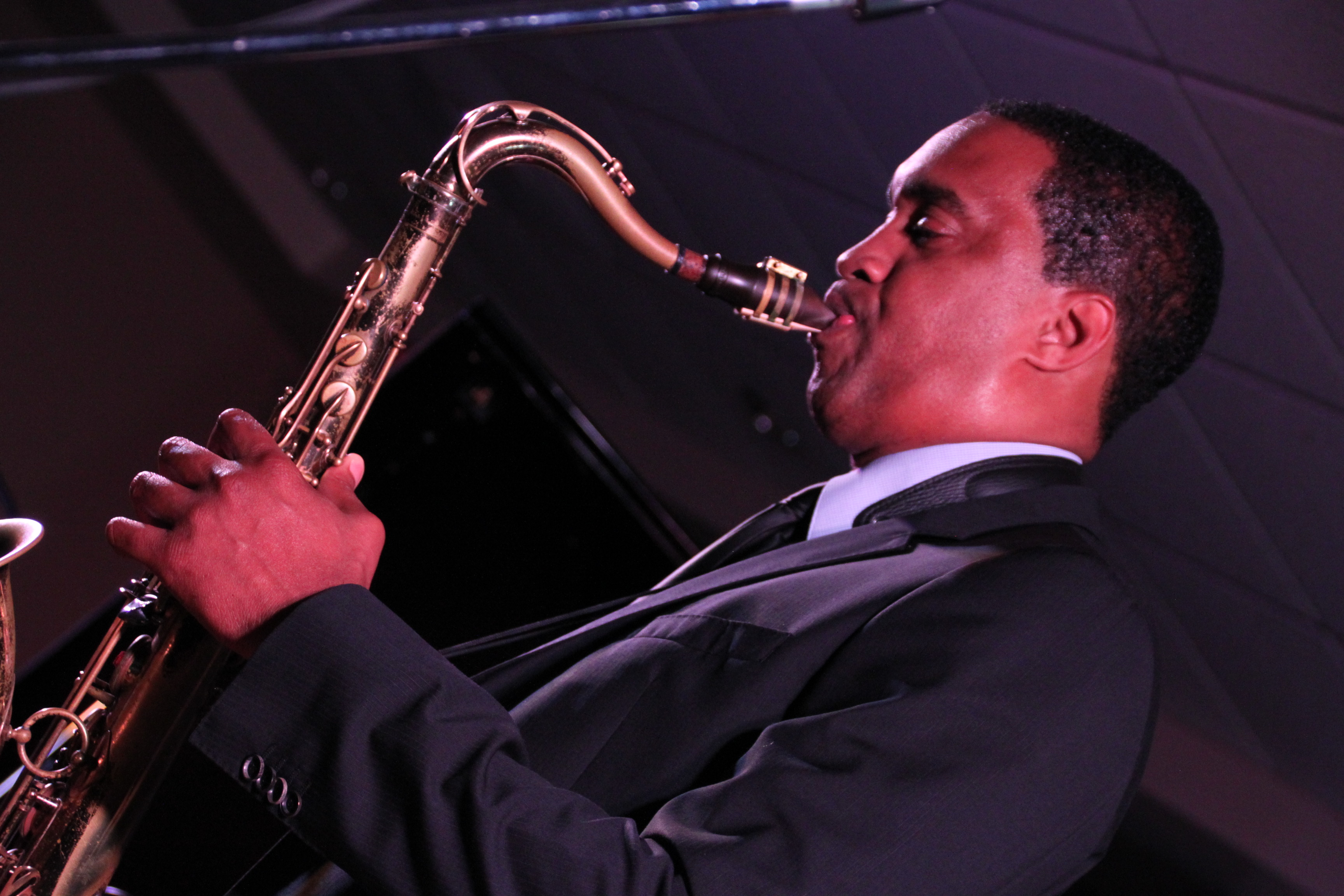
Javon Jackson tijdens een optreden in Norfolk, Virginia (september 2016)

Jackson groeide op in Cleveland en Denver. Zijn moeder speelde piano en zijn vader trompet. Jackson kreeg als kind pianoles, maar hij stapte over op de altsaxofoon toen hij tien was. Op zijn zestiende stapte hij over op de tenorsaxofoon. 
Hij kreeg les van pianist Billy Wallace, studeerde kort aan de University of Denver en aan Berklee College of Music (circa 1984-1986), waar hij les kreeg van Andy McGhee. Hij verliet Berklee om te kunnen spelen in de groep van Art Blakey.
Hij werkte na zijn periode bij Blakey met onder andere Louis Hayes, Benny Green, Freddy Cole, Dianne Reeves en drummer Elvin Jones. In 1992 verscheen Jacksons debuutalbum, een plaat die uitkwam op het Nederlandse muzieklabel Criss Cross Jazz. Aan dit album werkte onder andere Elvin Jones mee. In de jaren erna verschenen meer platen, op Criss Cross, maar ook op Blue Note en Palmetto Records. Musici die aan zijn platen meewerkten waren onder meer Christian McBride, Fred Wesley, Lonnie Liston Smith, Dave Stryker, Larry Goldings en Billy Drummond. In de jaren 2000-2002 speelde Jackson in een All-Star-groep die muziek van Joe Henderson speelde, een saxofonist die volgens Scott Yanow Javon Jackson sterk heeft beïnvloed. In 2001 werkte Jackson mee aan de laatste plaat van trompettist Freddie Hubbard. Hij werkte verder samen met onder meer Joe Viola, Fareed Haque en Sam Newsome.

## Docent
Jackson haalde een mastergraad aan de State University of New York at Purchase waar hij ook later ging lesgeven. Hij is sinds 2013 hoofd van het 'Jackie McLean Institute of Jazz at Hartt School' aan de Hartford-universiteit.

## Discografie

### Als bandleider
- Me and Mister Jones (Criss Cross, 1992)
- Burnin′ (Criss Cross, 1991)
- When the Time Is Right (Blue Note, 1994)
- For One Who Knows (Blue Note, 1995)
- A Look Within (Blue Note, 1996)
- Good People (Blue Note, 1997)
- Pleasant Valley (Blue Note, 1999)
- Easy Does It (Criss Cross Jazz, 2002)
- Have You Heard (Palmetto, 2004)
- Now (Palmetto, 2006)
- Once upon a Melody (Palmetto, 2008)
- Celebrating John Coltrane (Solid Jackson, 2012)
- Lucky 13 (Solid Jackson, 2012)
- Expression (Smoke Sessions, 2014)

### Als 'sideman'
Met Art Blakey
- Not Yet (Soul Note, 1988)
- I Get a Kick Out of Bu (Soul Note, 1988)
- Chippin' In (Timeless, 1990)
- One for All (A&M, 1990)

Met Elvin Jones
- Youngblood (Enja, 1992)
- Going Home (Enja, 1992)

Met Ron Carter
- Jazz & Bossa, 2008

- Bibliothèque nationale de France: cb13952766h (data)
- CiNii: DA16665909
- Gemeinsame Normdatei: 134784529
- International Standard Name Identifier: 0000 0000 5517 4623
- Library of Congress Control Number: no98022176
- MusicBrainz: 9a6465be-d9d3-4c75-9820-b12ec3d4c8c7
- Nationale Bibliotheek van Israël: 987007324793805171
- Nederlandse Thesaurus van Auteursnamen: 339142871
- Virtual International Authority File: 39568006
- WorldCat: E39PBJpYxW8DHrPQ9HGJWhx4bd